# Kochia polypterygia
Kochia polypterygia är en amarantväxtart som beskrevs av Friedrich Ludwig Diels. Kochia polypterygia ingår i släktet Kochia och familjen amarantväxter. Inga underarter finns listade i Catalogue of Life.